# Ephelis cruentalis
Ephelis cruentalis is een vlinder uit de familie grasmotten (Crambidae). De wetenschappelijke naam is voor het eerst geldig gepubliceerd in 1832 door Geyer.
De soort komt voor in Europa.